# Elaeocarpus longlingensis
Elaeocarpus longlingensis är en tvåhjärtbladig växtart som beskrevs av Y.C. Hsu & Y. Tang. Elaeocarpus longlingensis ingår i släktet Elaeocarpus och familjen Elaeocarpaceae. Inga underarter finns listade i Catalogue of Life.